# The Nature Girl
The Nature Girl è un film muto del 1919 diretto da O.A.C. Lund che ha come interprete principale Violet Mersereau.

## Trama
Dolores Winthrop vive quasi come una prigioniera in un'isola persa nell'oceano. Ignara del perché di quella vita lontana dalla civiltà, Dolores non riceve alcuna risposta da Blanca, la sua tutrice, una donna misteriosa che rifiuta di dire alla ragazza anche chi siano i suoi genitori. L'unico bianco che Dolores vede di tanto in tanto, è un uomo che gli indigeni indicano come "l'americano pazzo" e che viene dal continente. Lì, don Pedro viene a conoscenza che l'americano ha scoperto una miniera di diamanti; per impossessarsene, si reca pure lui sull'isola. Cerca quindi di costringere Blanca a dargli una mappa che indica la posizione della miniera ma, quando la donna si rifiuta di consegnargli il documento, la colpisce. Non gli riesce di prendere Dolores perché in difesa della ragazza giunge Spencer Crosby, una naturalista che si trova sull'isola per ragioni scientifiche. Blanca, ferita a morte, prima di morire rivela a Dolores che "l'americano pazzo" è suo padre ridotto in quello stato dall'aver perduto, anni prima, l'adorata moglie. Dopo che don Pedro resta ucciso durante la lotta che ingaggia con Spencer, "l'americano pazzo" sembra riacquistare la ragione in seguito alle amorevoli cure della figlia.

## Produzione
Il film fu prodotto dalla Universal Film Manufacturing Company (come Bluebird Photoplays)

## Distribuzione
Il copyright del film, richiesto dalla Bluebird Photoplays, Inc., fu registrato il 30 dicembre 1918 con il numero LP13218.
Distribuito dalla Universal Film Manufacturing Company, il film uscì nelle sale cinematografiche USA il 6 gennaio 1919.
Non si conoscono copie ancora esistenti della pellicola che viene considerata presumibilmente perduta.